# Angora-Haar-Nävus-Syndrom
Das Angora-Haar-Nävus-Syndrom ist eine sehr seltene Sonderform des Epidermal-Naevus-Syndromes.
Synonyme sind: Angorahaar-Naevus-Syndrom; Schauder-Syndrom
Die Namensbezeichnung bezieht sich auf den Erstautoren der Erstbeschreibung aus dem Jahre 2000 durch die Göttinger Hautärztin Silvia Schauder und Mitarbeiter.

## Verbreitung
Die Häufigkeit wird mit unter 1 zu 1.000.000 angegeben, bislang wurde über zwei Betroffene berichtet, die Ursache ist bislang nicht bekannt.